# Acteoninoidea
Super-famille
Les Acteoninoidea sont une super-famille éteinte de mollusques gastéropodes marins (escargots de mer) de l'ordre des Caenogastropoda.

## Liste des familles et sous-familles
Selon World Register of Marine Species (11 décembre 2020) :
- † famille des Acteoninidae Cossmann, 1895

Selon Paleobiology Database (11 décembre 2020) :
- † famille des Acteoninidae Cossmann, 1895
- † famille des Anozygidae Bandel, 2002

## Écologie
Ces espèces faisaient partie de l'épifaune.

## Publication originale
- Maurice Cossmann, 1895 : Essais de paléoconchologie comparée (lire en ligne)